# Szampon

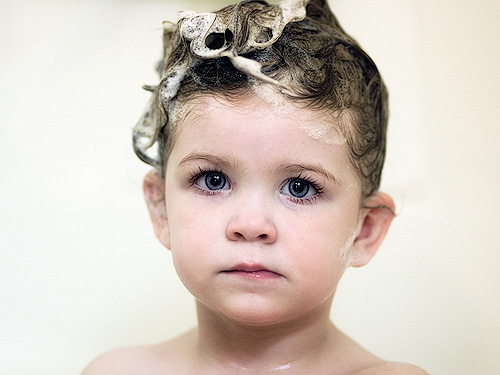
Szampon po nałożeniu na włosy

Szampon – zazwyczaj płynny środek do mycia włosów, zawierający ciekłe mydło, substancje pieniące oraz substancje pomocnicze, takie jak związki zapachowe, odżywcze, nawilżające, antystatyczne, natłuszczająco-nabłyszczające, lecznicze i koloryzujące włosy.

## Historia
Słowo shampoo pochodzi od nazwy tradycyjnego perskiego i hinduskiego masażu włosów z użyciem wyciągów z ziół, a do Europy trafiło dzięki żeglarzom.
Jeszcze na przełomie XIX i XX wieku do mycia głowy wykorzystywano szare mydło, które z uwagi na zasadowy odczyn miało niekorzystny wpływ na włosy – stawały się matowe i trudne do rozczesania. Aby temu zapobiec, stosowano dodatkowo środki o odczynie kwaśnym, np. ocet.
W 1904 r. Hans Schwarzkopf wprowadził na rynek pierwszy szampon w proszku rozpuszczalnym w wodzie, który dzięki niskiej cenie (20 fenigów za saszetkę) szybko zyskał popularność. W 1908 r. asortyment Schwarzkopfa obejmował już szereg szamponów na bazie jajek, dziegciu i rumianku. Od 1909 r. szampony w proszku produkowano w USA – puszka produktu Canthrox kosztowała 50 centów i wystarczała na 15 myć. Według producenta szampon miał zapobiegać łupieżowi, wypadaniu włosów oraz siwieniu.
W 1927 roku, już po śmierci Schwarzkopfa, jego firma wprowadziła na rynek pierwszy szampon w płynie, który natychmiast stał się rynkowym przebojem. W kolejnym roku firma opatentowała pierwszą odżywkę do włosów o nazwie Schwarzkopf Haarglanz.
Na lata 40. XX w. przypadł dalszy rozwój rynku szamponów. W USA pojawił się Lustre-Creme – do jego reklamy producent zatrudnił m.in. Marilyn Monroe i Elizabeth Taylor. Slogan reklamowy brzmiał: "cztery na pięć gwiazd Hollywoodu używa Lustre-Creme". Tymczasem w 1949 r. w sprzedaży pojawił się Schauma Schwarzkopf, a jego nazwa (niem. Schaum – piana) stała się w RFN synonimem szamponu.
Pierwszy polski szampon w płynie został wyprodukowany w latach 60. XX wieku – nosił nazwę Finezja, a jego producentem była firma Miraculum z Krakowa. Następnie na rynku pojawił się znany do dziś szampon dla dzieci Bambino.

## Skład szamponów

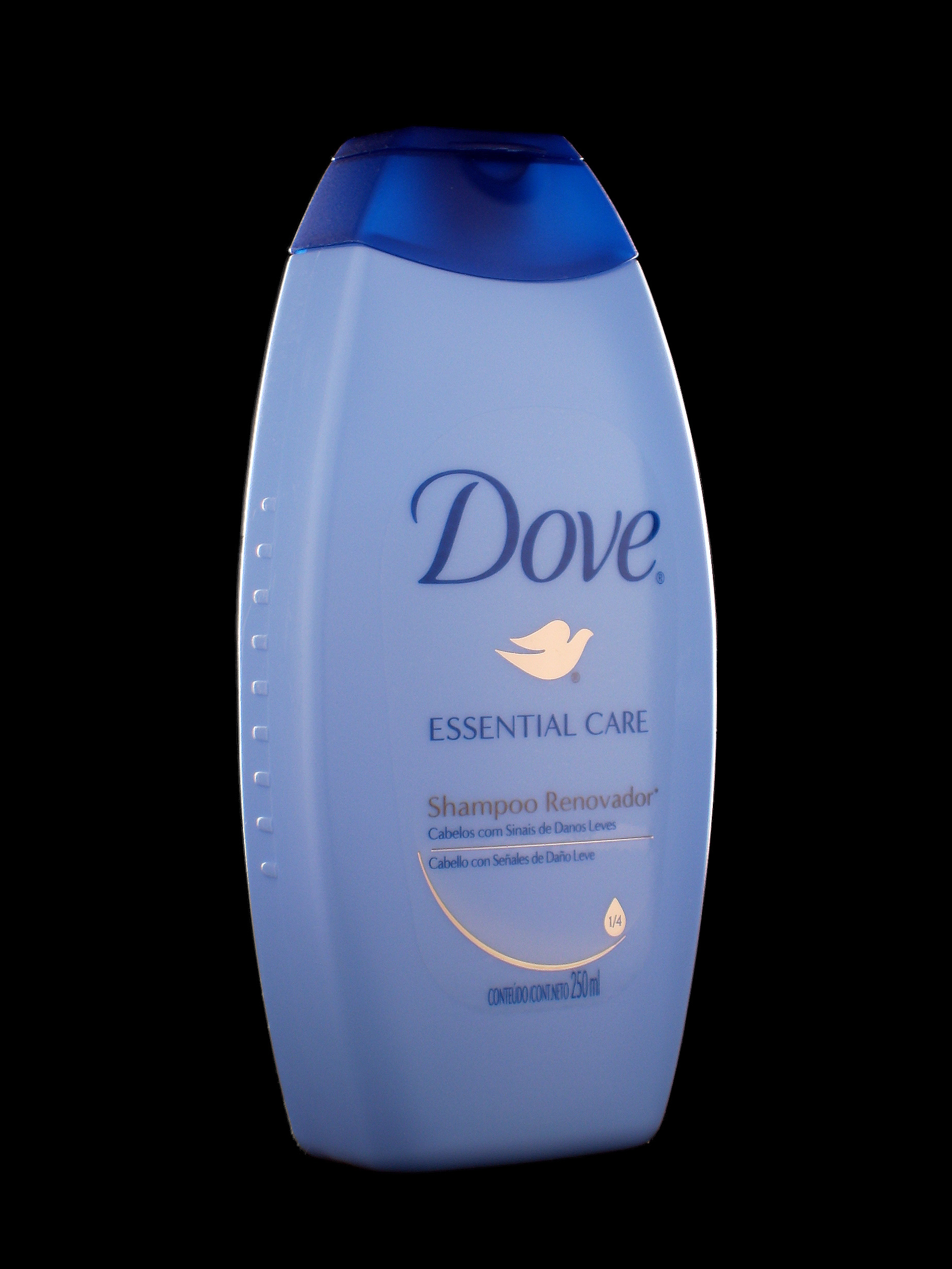
Butelka z szamponem

- Detergent: Głównym składnikiem większości szamponów jest roztwór mydła potasowego lub amoniowego, które w odróżnieniu od mydła sodowego są całkowicie rozpuszczalne w wodzie. Detergenty są podstawowym środkiem myjącym w szamponach oraz głównym czynnikiem powodującym ich tendencję do tworzenia piany. W wielu szamponach zastępuje się tradycyjne mydła potasowe i amonowe solami amonowymi i sodowymi monoestrów siarczanowych wyższych alkoholi alifatycznych (np. laurylosiarczan sodu lub amonu), które jednocześnie pełnią rolę detergentu, składnika mieszaniny buforującej i środka antystatycznego. Ich użycie jest jednak sprawą kontrowersyjną, ze względu na ich działanie w środowisku i pewną, choć nie do końca potwierdzoną, toksyczność. W wielu szamponach występują one w stężeniach dochodzących do 30% masy całego szamponu. Szczególnie duże ich stężenie zawarte jest szamponach dla małych dzieci, nie podrażniających oczu, które nie zawierają dzięki temu w ogóle zwykłych mydeł, soli i buforów.
- Bufory: Szampony posiadają zwykle odczyn lekko kwaśny, co zapobiega wymywaniu z włosów ich naturalnych olejków natłuszczających i przy okazji zapobiega elektryzowaniu się włosów w czasie mycia. Odczyn szamponów jest zwykle kontrolowany przez dodawanie do nich układów buforowych. Najczęściej w szamponach spotyka się bufory oparte na EDTA i jego pochodnych.
- Zapachy: Szampony są zazwyczaj aromatyzowane złożonymi mieszankami perfumeryjnymi, które często są tak komponowane, aby kojarzyły się z zapachem całej linii kosmetycznej, do której należy dany szampon. Mieszanki te składają się z kilku-kilkudziesięciu zapachowych związków chemicznych, które razem dają efekt specyficznego dla danego wyrobu zapachu.
- Substancje kondycjonujące: Większość współczesnych szamponów posiada w swoim składzie substancje, które niegdyś występowały głównie w odżywkach do włosów. Są to substancje dające wrażenie puszystości, błysku i "zdrowego wyglądu" włosów. Zalicza się do nich:
  - środki nabłyszczające, które są zwykle lepkimi cieczami o dużym współczynniku załamania światła (pow. 1.5), które pozostają na powierzchni włosów po ich umyciu, nadając im "zdrowy połysk". Bardzo często spotykanym środkiem nabłyszczającym są cyklosiloksany (nazywane w spisach składników "cyklometikonem") oraz oligosiloksany (nazywane "metikonami" np."dimethicone").
  - środki antystatyczne, którymi są zwykle rozmaite sole organiczne i nieorganiczne. Środki antystatyczne zapobiegają nieprzyjemnemu elektryzowaniu się włosów w trakcie ich wycierania i suszenia. Bardzo często jest w tym celu stosowany zwykły chlorek sodu (sól kuchenna).
- Środki "lecznicze" – które w gruncie rzeczy, w przypadku normalnych szamponów nieleczniczych, spełniają głównie rolę marketingową. Są to rozmaite wyciągi z egzotycznych ziół, alg, kwiatów, miodu, "inteligentne lipoproteiny" itp., których wpływ na włosy jest tak naprawdę minimalny, ale które przyciągają klientów i dobrze prezentują się w spotach reklamowych. Jedynymi szamponami stosowanymi masowo, które rzeczywiście posiadają efektywne środki lecznicze, są szampony przeciwłupieżowe, w których stosuje się siarczek selenu oraz tzw. ZnP (Zinc pyrithione, tlenek 2-pirydynotiolu.), oba mające działanie przeciwgrzybicze i antybakteryjne.
- Środki emulgujące i zwiększające lepkość – nie spełniają one żadnej roli myjącej, kondycjonującej czy leczniczej, lecz ich celem jest uzyskanie klarownego roztworu, zapobieganie rozwarstwianiu się szamponów oraz uzyskanie ich dużej lepkości, gdyż klienci preferują zazwyczaj szampony bardziej lepkie, które sprawiają wrażenie jakby były „bardziej skoncentrowane”. Bardzo często stosuje się w tym celu rozpuszczalne w wodzie polimery, takie jak np. poli(alkohol winylowy).